# Korys doncela
Korys doncela, korys, koris doncela (Coris julis) — gatunek morskiej ryby okoniokształtnej z rodziny wargaczowatych (Labridae). W literaturze polskiej określany bywał nazwą tęczak, ale pod taką samą nazwą opisywano również inne gatunki zwierząt.

## Występowanie
Występuje w północnym Atlantyku od Zat. Biskajskiej do wybrzeży zachodniej Afryki, wokół Madery, Azorów i Wysp Kanaryjskich, także Morze Śródziemne oraz południowa część Morza Czarnego.
Ryba żyjąca w strefie wzrostu glonorostów i łąkach trawy morskiej na głębokości do 120 m. Żeruje w niewielkich stadach, w nocy zagrzebuje się w piaszczystym dnie i tak zagrzebany spędza noc.

## Opis
Samce dorastają maksymalnie do 25 cm, a samice do 18 cm. Ciało wydłużone, stosunkowo niskie. Otwór gębowy mały z szerokimi mięsistymi wargami.  Szczęki  wysuwalne. Uzębienie w postaci 1–2 pasm drobnych, spiczastych. Dolne kości gardłowe zrośnięte w silne płytki żujące. Łuski bardzo małe, koliste, wzdłuż linii bocznej od 73 do 80. Płetwa grzbietowe długa, niepodzielona podparta 9 twardymi i 12 miękkimi promieniami, u samic jednakowej wysokości a u samców trzy pierwsze promienie są wydłużone. Płetwa odbytowa podparta 3 twardymi i 11–12 miękkimi promieniami.
Ubarwienie: Samce z czarną i pomarańczową plamą na początku płetwy grzbietowej, pomarańczowa zygzakowata wstęga wzdłuż boków i czarna klinowata plama za płetwą piersiową. Samice z niebieską plamą na brzegu pokrywy skrzelowej i jasną podłużną wstęgą od końca pysku do płetwy ogonowej.

## Odżywianie
Odżywia się małymi skorupiakami i mięczakami.

## Rozród
Tarło odbywa się na początku lata. Ikra, dzięki kropelce tłuszczu swobodnie unosi się w toni wodnej, rozwój zarodka trwa tylko 2 dni.